# Chân giống khổng lồ
Chân giống khổng lồ (còn gọi là Bọ biển, Bọ cánh cứng đại dương, Gián biển, Bọ chân đều hay Rận biển) là một chi giáp xác lớn nhất trong bộ Chân đều, sống ở độ sâu hơn 700m. Nó trông rất giống con bọ cánh cứng. Bên cạnh đó, chân giống khổng lồ còn là các loài giáp xác ăn thịt. Chúng có nhiều ở vùng nước lạnh và sâu ở Đại Tây Dương, Thái Bình Dương, và Ấn Độ Dương. Bathynomus giganteus, loài điển hình, thường được coi là loài đẳng lập lớn nhất trên thế giới, mặc dù các loài Bathynomus tương đối kém được biết đến có thể đạt kích thước tương tự (ví dụ:, B. kensleyi).. Do nguồn thức ăn vô cùng khan hiếm, chúng dần quen với việc phải ăn bất cứ thứ gì rơi vãi từ tầng nước trên xuống và ăn thịt một số loài động vật nhỏ ở cùng ở độ sâu. Chiều dài mà chân giống khổng lồ có thể đạt tới là từ 19 đến 37 cm nhưng khi bị đe doạ chúng sẽ co tròn lại để được bảo vệ trong chiếc vỏ giáp xác rất cứng. Chân gống khổng lồ có cấu tạo vòm miệng khá phức tạp để đảm bảo đầy đủ các chức năng của một loài ăn thịt: đâm thủng, xâu xé, mổ bụng con mồi.
Chúng chủ yếu sống ở vùng biển ít biến động có độ sâu từ 170 đến hơn 2.100m, nơi có áp lực cao và nhiệt độ trung bình dưới 4 độ C như Đại Tây Dương, Thái Bình Dương và Ấn Độ Dương.

## Các loài

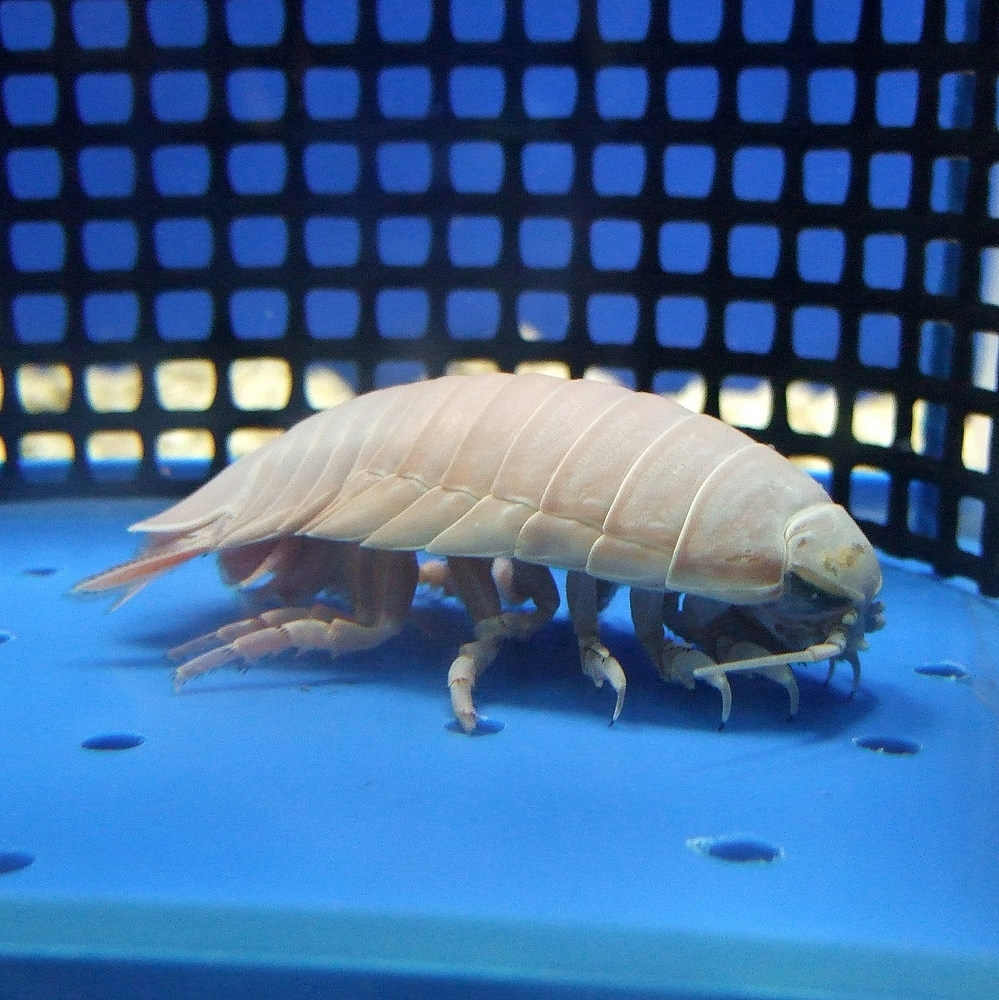
Bathynomus doederleinii

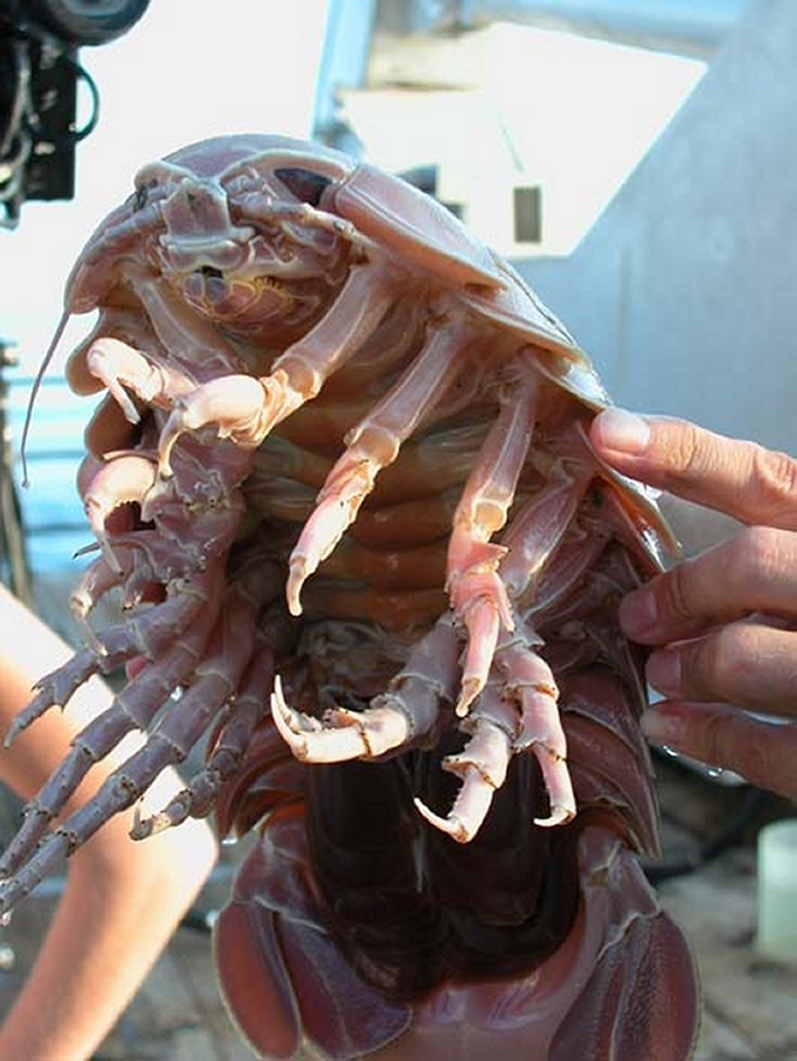
Bathynomus giganteus

Chi này có các loài sau (theo phân loại của WRMS ngày 1 tháng 7 năm 2014):
- Bathynomus affinis Richardson, 1910
- Bathynomus brucei Lowry & Dempsey, 2006
- Bathynomus bruscai Lowry & Dempsey, 2006
- Bathynomus crosnieri Lowry & Dempsey, 2006
- Bathynomus decemspinosus Shih, 1972
- Bathynomus doederleinii Ortmann, 1894
- Bathynomus giganteus A. Milne Edwards, 1879
- Bathynomus immanis Bruce, 1986
- Bathynomus kapala Griffin, 1975
- Bathynomus keablei Lowry & Dempsey, 2006
- Bathynomus kensleyi Lowry & Dempsey, 2006
- Bathynomus lowryi Bruce & Bussarawit, 2004
- Bathynomus miyarei Lemos de Castro, 1978
- Bathynomus obtusus Magalhaes & Young, 2003
- Bathynomus pelor Bruce, 1986
- Bathynomus propinquus Richardson, 1910
- Bathynomus raksasa 2018[4]
- Bathynomus richeri Lowry & Dempsey, 2006